# Norrberg
Norrberg är en bebyggelse  norr om Kungsgården utmed länsväg 302 i Ovansjö socken i Sandvikens kommun. Mellan 2015 och 2023 avgränsade SCB här en småort. Fram till 2015 och från 2023 räknades området som en del av tätorten Backberg, från 2023 benämnd Backberg och Norrberg.